# Dalechampia serrula
Dalechampia serrula är en törelväxtart som beskrevs av Ferdinand Albin Pax och Käthe Hoffmann. Dalechampia serrula ingår i släktet Dalechampia och familjen törelväxter. Inga underarter finns listade i Catalogue of Life.